# Tibúrcio Rodrigues
Tiburcio Rodrigues (Ipu, 11 de agosto de 1869 - Fortaleza, 27 de setembro de 1898), foi um jornalista, escritor, e patrono da cadeira nº38 da Academia Cearense de Letras.

## Biografia
Filho de Francellino Rodrigues de Souza Brazil e D.a Sabina Rodrigues de Souza Brazil, nasceu a 11 de Agosto de 1869 em Diamante, termo do Ipú.
Jornalista, iniciou a vida publicando O Rouxinol em 1888 na cidade de Baturité e mudando-se para Fortaleza redigiu Norte e o Ceará, jornaes politicas.
Publicou O Intrujão, história de um cavaleiro da indústria, Fortaleza, Typ. Universal, rua Formosa, 33, Cunha Ferro & C.A 1898, folheto de 45 pp. in-8.° gr.
Com o irmão José Martins manteve na imprensa de Fortaleza O Rebate, cujo 1º n.o é de 27 de Março de 1898.
Faleceu a 27 de Setembro de 1898, havendo casado aos 21 anos com Flvira Garcia Rodrigues.
Amigos e admiradores publicaram um jornal com seu retrato no 30.° dia do seu falecimento.

## Homenagens
- Uma rua em Fortaleza foi nomeada em homenagem ao escritor.[11]
- Geraldo da Silva Nobre escreveu um livro sobre o jornalista: Tibúrcio Rodrigues - A Imprensa e a República;